# 何一鳴
何一鳴（He Yiming, Tim，1962年4月14日—），广东广州人，退役中國男子羽毛球運動員；2010年6月起出任香港羽毛球代表隊總教練。

## 簡歷
何一鳴是自小參與羽毛球運動，1979年入選广州市羽毛球队，成為球队成立後的首批隊員，與关渭贞為同期队友。1985年，他因突出的表現而被调入中國國家羽毛球隊，主力男双和混双项目。1987年，他與同為广州籍的杨新芳合作，贏得世界羽毛球錦標賽的混双季军。 
1994年，已退役的何一鳴受香港羽毛球總會邀請，擔任香港羽毛球代表隊的女隊教練，並在兩年後的亚特兰大奥运会後女隊主教練。在他的帶領下，香港女子隊的成績進步神速，更在2002年的尤伯杯首次躋身四強，以及在2006年多哈亞運會包辦女子單打金、銀牌。 
2010年，前港隊總教練陳智才退休，香港體育學院經過全球招聘及甄選程序後，委任何一鳴成為新任的港隊總教練。